# 隘口镇
隘口镇，是中华人民共和国重庆市秀山土家族苗族自治县下辖的一个乡镇级行政单位。

## 行政区划
隘口镇下辖以下地区：
隘口社区、平所村、新院村、屯堡村、凉桥村、太阳山村、东坪村、岑龙村、富裕村、坝芒村和百岁村。